# Pensacolops rubrovittata
Pensacolops rubrovittata är en spindelart som beskrevs av Bauab Vianna 1983. Pensacolops rubrovittata ingår i släktet Pensacolops och familjen hoppspindlar. Inga underarter finns listade i Catalogue of Life.